# Baia di Vyborg
La baia di Vyborg (in russo Выборгский залив, in finlandese Viipurinlahti,  in svedese Viborgska viken) è una baia profonda che si estende verso nord-est presso l'estremità orientale del golfo di Finlandia, nel mar Baltico. La città dalla quale prende il nome, Vyborg, è posta nella sua estremità interna. Dal punto di vista amministrativo l'insenatura fa parte del territorio del Vyborgskij rajon nell'oblast' di Leningrado. Altre città della baia sono: Sovetskij, sulla costa orientale, e il porto di Vysock, sull'isola Vysockij (остров Высоцкий) al centro della baia.

## Geografia
L'ingresso alla baia di Vyborg è bloccato per ¾ di larghezza dalla lunga penisola Kiperort (полуостров Киперорт). All'interno vi sono molte isole, una della maggiori, oltre a Vysockij, è l'isola Lisij (остров Лисий). Tra Lisij e Vysockij si trovano Škol'nyj (остров Школьный) e, di fronte alla città di Sovetskij, le isole Sovetskij, Tëplyj e Vesennij (Советский, Тёплый, Весенний); a nord di Vysockij sono le isole Krepyš (остров Крепыш), Peredovik (остров Передовик) e Malyj Vysockij (Малый Высоцкий). All'ingresso della baia sono situate: Vichrevoj (остров Вихревой), Igrivyj (остров Игривый), e Kormovoj (остров Кормовой).
Un'altra penisola chiude ulteriormente la parte nord-orientale della baia: la penisola Lochaniemi (полуостров Лоханиеми), ancora più a nord-est l'isola Tverdyš (остров Твердыш), di fronte alla città di Vyborg, chiude l'estremità interna della baia che è nota con il nome di baia Zaščitnaja. La baia di Vyborg è collegata tramite il canale Saimaa al lago Saimaa in Finlandia. 
Nel Medioevo il fiume Vuoksi aveva uno sbocco nella baia, che tuttavia si seccò a poco a poco a causa del reinnalzamento post-glaciazione e divenne secco definitivamente nel 1857, quando si formarono le rapide di Kiviniemi a Losevo sull'istmo di Carelia ed il fiume Burnaya divenne il principale sbocco del fiume Vuoksi.

## Storia
Nel 1790 la baia fu teatro di una delle più grandi battaglie navali della storia: la battaglia della baia di Vyborg combattuta nel quadro della guerra russo-svedese del 1788/1790, che vide coinvolte ben 498 navi in totale, tra russe e svedesi (la battaglia si concluse con una vittoria tattica dei russi ma fu in effetti una vittoria strategica degli svedesi).
Ma la baia di Vyborg fu anche teatro di una battaglia combattuta nel corso della guerra finno-sovietica (giugno 1941 - settembre 1944), tra il 30 giugno ed il 10 luglio del 1944, che vide truppe finlandesi insieme a truppe tedesche fronteggiare le truppe sovietiche.